# François-Marin Fleutot
Pour les articles homonymes, voir Fleutot.
François-Marin Fleutot (né le 26 décembre 1950 à Paris) est un écrivain et essayiste français.

## Biographie
François-Marin Fleutot participe à la fondation avec Gérard Leclerc, Yvan Aumont, Bertrand Renouvin, George-Paul Wagner, Yves Lemaignen, Yolande de Prunelé, etc., de la Nouvelle Action française (NAF). Il se définit comme « royaliste libertaire », et est classé parmi les « maorassiens ». En 1970, il est condamné à deux mois de prison,. Il quitte ce mouvement en 1976 et fonde les éditions de l'Opale, où il publie des pièces de Théâtre (Athol Fugard, Ernst Toller, etc.), des essais (Richard Wagner, Cyrano de Bergerac, George Sand, etc.), des romans (Bernard Lhôte, Jean Sarrochi, Barbillon, etc.), une revue Girandole et des rééditions comme les Cahiers du Cercle Proudhon (1976) préface de Pierre Andreu, Raison garder et le livre de Philippe Vimeux le Comte de Paris ou la passion du présent.
Il a dirigé la collection « Franc-jeu » aux éditions Boxidi (à partir de 1994), et fonde (1996) avec Bernard Lhôte, Christian Franchet d'Esperey, Jean-Francois Asselin, Hervé Simon, Olivier Rigoir, Gérard Guillaume, Philippe Delaroche, etc., La Compagnie d'Artagnan et Planchet qui publie la Dépêche de la Compagnie d'Artagnan et Planchet- Franche-contrée.

## Ouvrages
- Avec Patrick Louis, Les Royalistes. Enquête sur les amis du roi aujourd'hui, Paris, Albin Michel, 1988 (BNF 34998883).
- Apostrophes sur les origines du royaume de France, Boulogne, Boxidi, 1996 (BNF 36158886).
- Des royalistes dans la Résistance, Paris, Flammarion, 2000 (BNF 37628158).
- Les Mythes du Seigneur des anneaux, Monaco, Le Rocher, 2003 (BNF 39096765).
- Voter Pétain ? Députés et sénateurs sous la Collaboration, 1940-1944, Paris, Pygmalion, 2015 (BNF 44272526)[7].
- Les Rois de France excommuniés, aux origines de la laïcité, Paris, éditions du Cerf, 2019 (BNF 45681539)[8].
- À l'aube de la Résistance. Automne 1940, ils ont dit « non » les premiers, éditions du Cerf, 2020.

Dans la collection L'esprit de Résistance, Compagnie d'Artagnan et Planchet :
- Le soixantième anniversaire de la mort du capitaine Honoré d'Estienne d'Orves, 2001 (BNF 39086770).
- Allocution du 11 novembre 2001 - Le maréchal Louis-Hubert Lyautey, 2001 (BNF 39086777).
- La révolution clovisienne ou La naissance de la souveraineté française, 2002 (BNF 39086791).
- La mort de l'homme libre Louis XVI.
- Vive Henri, Vive Henri IV, histoire d'une chanson populaire du XVIe au XXIe siècle.
- Chants, chansons ballades et complaintes pour la Société des Amis du Roi, 2014.
- Jacques Renouvin, esquisse biographique, 2016.